# Římskokatolická farnost Vítkov u Chrastavy
Římskokatolická farnost Vítkov u Chrastavy (lat. Wittigium) je církevní správní jednotka sdružující římské katolíky na území městské části Horní Vítkov a v jejím okolí. Organizačně spadá do libereckého vikariátu, který je jedním z 10 vikariátů litoměřické diecéze. Centrem farnosti je kostel Navštívení Panny Marie v Horním Vítkově.

## Historie farnosti
Datum založení farnosti není známo. Nově byla farnost založena od roku 1676. Od tohoto roku jsou také vedeny matriky.

### Duchovní správcové vedoucí farnost
Začátek působnosti jmenovaného v duchovní správě farnosti od:
- 1363 Petrus
- Joannes
- 1366 Frenzelinus
- Conradus, † 1383
- Otilo von Limbach
- 1399 Conradus
- Nicolaus
- 1674 Josephus Kleinert
- 1683 Math. Jos. Schmidt
- 1693 Paulus Ambros. Walter
- 1703 Joannes Frideric. Dienebier
- 1707 Ferdinandus Dom. Vetter
- 1710 Joannes Ferdinand. Leubner
- 1721 Elias Joann. Basler
- 1727 Joannes Christ. Paul
- 1733 Joannes Georg. Pohl
- 1741 Gabriel Kandler
- 1751 Antonius Schneider
- 1753 Joannes Zebisch
- 1761 Gottefriedus Zimmermann
- 1767 Ferd. Ritschel, † 31. 5. 1799
- 1799 Andreas Wittmesser, n. 28. 11. 1749 Prag, o. 17. 12. 1774; poté se stal farářem v Novém Městě pod Smrkem
- 1805 Franc. Salomon n. 11. 1. 1765 Reichenberg,, o. 26. 7. 1791
- 1823 Joann. Rotter n. 26. 3. 1783 Broumov, o. 6. 10. 1805, † 8. 6. 1845
- 1845 Jos. Hübel n. 20. 7. 1790 Reichenberg, o. 17. 3. 1815, † 24. 8. 1859
- 1859 Hugo Wohlmann n. 6. 4. 1819 Lemberg, o. 29. 7. 1842, † 22. 5. 1889
- 1880 Jos. Schwabl n. 3. 8. 1829 Pontens., o. 25. 7. 1854, † 9. 10. 1894
- 1887 Franc. Sommer n. 11. 4. 1846 Hegewald, o. 20. 7. 1869, † 16. 6. 1916
- 1899 par. vacat, admin. interc. Joann. Sallmann
- 1899 Joann. Sallmann n. 11. 11. 1870 Kleinschönau, o. 2. 7. 1893, † 31. 12. 1929
- 1912 Anton. Knechtel n. 5. 7. 1865 Piessnig, o. 29. 6. 1890, † 10. 6. 1927
- 1926 par. vacat, admin. interc. Max Sommer
- 1. 5. 1926 Max. Sommer n. 17. 3. 1896 Heinersdorf, o. 29. 6. 1919, † 28. 9. 1961
- 4. 9. 1945 Franc. Stief
- 29. 2. 1946 Josef Vavrečka
- 1. 4. 1951 Emil Brůna
- 14. 7. 1951 Karel Jewschenak
- 1. 10. 1951 Karel Petržílek
- 1. 3. 1954 Antonín Špička
- 1. 12. 1954 Stanislav Šlapák
- 30. 1. 1956 Miloš Fiala
- 1. 8. 1961 Karel Vítek
- 1. 11. 1970 Tomáš Pavel Genrt OFM, admin. exc. z Hrádku nad Nisou
- 1. 9. 2013 Radek Vašinek, admin. exc. z Hrádku nad Nisou[4]

Kromě kněží stojících v čele farnosti, působili ve farnosti v průběhu její historie i jiní kněží. Většinou pracovali jako farní vikáři, kaplani, katecheté, výpomocní duchovní aj.

## Území farnosti
Do farnosti náleží území obce:
- Dolní Vítkov (Nieder Wittig)[p 2]
- Horní Vítkov (Ober Wittig)[p 2]
- Vysoký[1] (Hohenwald[5])[p 2]

## Římskokatolické sakrální stavby na území farnosti
| Fotografie | Stavba                        | Místo        | Bohoslužby                      | Zeměpisné souřadnice           | Status       | Číslo kulturní památky           |        |
| Kostel | Kostel                        | Kostel       | Kostel                          | Kostel                         | Kostel       | Kostel                           | Kostel |
| --- | ----------------------------- | ------------ | ------------------------------- | ------------------------------ | ------------ | -------------------------------- | ------ |
| | Kostel Navštívení Panny Marie | Horní Vítkov | bližší informace o bohoslužbách | 50°51′9″ s. š., 14°58′9″ v. d. | farní kostel | 38462/5-4494 (Pk•MIS•Sez•Obr•WD) |        |
| Některé drobné sakrální stavby a pamětihodnosti lze dohledat zde v databázi Drobné sakrální památky Zaniklé sakrální stavby lze dohledat zde v databázi Poškozené a zničené kostely, kaple a synagogy v České republice |                               |              |                                 |                                |              |                                  |        |

Ve farnosti se mohou nacházet i další drobné sakrální stavby, místa římskokatolického kultu a pamětihodnosti, které neobsahuje tato tabulka.

## Příslušnost k farnímu obvodu
Z důvodu efektivity duchovní správy byl vytvořen farní obvod (kolatura) farnosti Hrádek nad Nisou, jehož součástí je i farnost Vítkov u Chrastavy, která je tak spravována excurrendo. Přehled těchto kolatur je v tabulce farních obvodů libereckého vikariátu.